# Puchar Świata w Kolarstwie Szosowym 1998
Puchar Świata w kolarstwie szosowym w sezonie 1998 to dziesiąta edycja tej imprezy. Organizowany przez UCI, obejmował dziesięć wyścigów, z których wszystkie odbyły się w Europie. Pierwszy wyścig – Mediolan-San Remo – odbył się 21 marca, a ostatni – Giro di Lombardia – 17 października.
Trofeum sprzed roku obronił Włoch Michele Bartoli. Najlepszym teamem okazał się włoski Mapei-Bricobi.

## Kalendarz
| Data  | Wyścig                   | Zwycięzca            | Drugi                | Trzeci             |
| ----- | ------------------------ | -------------------- | -------------------- | ------------------ |
| 21.03 | Mediolan-San Remo        | Erik Zabel           | Emmanuel Magnien     | Frédéric Moncassin |
| 05.04 | Ronde van Vlaanderen     | Johan Museeuw        | Stefano Zanini       | Andrei Tchmil      |
| 12.04 | Paryż-Roubaix            | Franco Ballerini     | Andrea Tafi          | Wilfried Peeters   |
| 19.04 | Liège-Bastogne-Liège     | Michele Bartoli      | Laurent Jalabert     | Rodolfo Massi      |
| 25.04 | Amstel Gold Race         | Rolf Järmann         | Maarten den Bakker   | Michele Bartoli    |
| 08.08 | Clásica de San Sebastián | Francesco Casagrande | Axel Merckx          | Leonardo Piepoli   |
| 16.08 | HEW-Cyclassics           | Léon van Bon         | Michele Bartoli      | Ludo Dierckxsens   |
| 23.08 | Mistrzostwa Zurychu      | Michele Bartoli      | Franck Vandenbroucke | Salvatore Commesso |
| 04.10 | Paryż-Tours              | Jacky Durand         | Mirko Gualdi         | Jaan Kirsipuu      |
| 17.10 | Giro di Lombardia        | Oscar Camenzind      | Michael Boogerd      | Felice Puttini     |

## Klasyfikacja indywidualna
| Lp. | Zawodnik             | Team                  | Punkty |
| --- | -------------------- | --------------------- | ------ |
| 1.  | Michele Bartoli      | ASICS – CGA           | 416    |
| 2.  | Léon van Bon         | Rabobank              | 190    |
| 3.  | Andrea Tafi          | Mapei – Bricobi       | 166    |
| 4.  | Stefano Zanini       | Mapei – Bricobi       | 163    |
| 5.  | Michael Boogerd      | Rabobank              | 146    |
| 6.  | Andrei Tchmil        | Lotto – Mobistar      | 137    |
| 7.  | Emmanuel Magnien     | La Française des Jeux | 134    |
| 8.  | Franco Ballerini     | Mapei – Bricobi       | 132    |
| 9.  | Rolf Järmann         | Casino                | 111    |
| 9.  | Franck Vandenbroucke | Mapei – Bricobi       | 111    |

## Klasyfikacja drużynowa
| Lp. | Team                   | Punkty |
| --- | ---------------------- | ------ |
| 1.  | Mapei-Bricobi          | 76     |
| 2.  | Rabobank               | 56     |
| 3.  | Casino-Ag2r Prévoyance | 52     |
| 4.  | Polti                  | 50     |
| 5.  | La Française des Jeux  | 42     |